# Diosa Costello
Diosa Costello, all'anagrafe Juana de Dios Castrello (Guayama, 23 aprile 1913 – Hollywood, 20 giugno 2013), è stata un'attrice statunitense.

## Biografia
Attiva negli anni quaranta e cinquanta, è meglio conosciuta per il ruolo di Conchita nel film I Toreador (1945), con Stanlio e Ollio.
È morta nel 2013 a Hollywood (Florida).

## Filmografia
- They Met in Argentina, regia di Leslie Goodwins e Jack Hively (1941)
- I Toreador (The Bullfighters), regia di Malcolm St. Clair (1945)
- Pioggia (Miss Sadie Thompson), regia di Curtis Bernhardt (1953)